# Отворено првенство Катара за мушкарце 1995.
Отворено првенство Катара за мушкарце 1995 (познат и под називом Qatar ExxonMobil Open 1995) је био тениски турнир који је припадао АТП Светској серији у сезони 1995. То је било треће издање турнира који се одржао на тениском комплексу у Дохи у Катару на од 2. јануара 1995. — 9. јануара 1995. на тврдој подлози.

## Носиоци
| Држава | Играч             | Позиција1 | Носилац |
| ------ | ----------------- | --------- | ------- |
| ШВЕ    | Стефан Едберг     | 7         | 1       |
| НЕМ    | Михаел Штих       | 9         | 2       |
| ШВЕ    | Магнус Ларсон     | 19        | 3       |
| ХОЛ    | Јако Елтинг       | 23        | 4       |
| РУС    | Александар Волков | 25        | 5       |
| НЕМ    | Бернд Карбахер    | 26        | 6       |
| ХОЛ    | Паул Хархојс      | 37        | 7       |
| ФРА    | Ги Форже          | 40        | 8       |

- 1 Позиције од 26. децембра 1994.[1]

### Други учесници
Следећи играчи су добили специјалну позивницу за учешће у појединачној конкуренцији:
- Јунес ел Ајнауи
- Патрик Кинен
- Шузо Мацуока

Следећи играчи су ушли на турнир кроз квалификације:
- Адријан Војнеа
- Шандор Носаљ
- Филип Девулф
- Оливер Грос

## Носиоци у конкуренцији парова
| Држава | Играч              | Држава | Играч          | Носиоци |
| ------ | ------------------ | ------ | -------------- | ------- |
| ХОЛ    | Јако Елтинг        | ХОЛ    | Паул Хархојс   | 1       |
| ШВЕ    | Јан Апел           | ШВЕ    | Јонас Бјеркман | 2       |
| ХОЛ    | Хендрик Јан Давидс | ХОЛ    | Мено Остинг    | 3       |
| РУС    | Андреј Ољховски    | ХОЛ    | Јан Симеринк   | 4       |

### Други учесници
Следећи играчи су добили специјалну позивницу за учешће у конкуренцији парова:
- Патрик Кинен/ Александер Мронц
- Ронал Аженор/ Анри Леконт
- Карим Алами/ Тамер Ел Сави

## Шампиони

### Појединачно
Стефан Едберг је победио  Магнуса Ларсона са 7:6(7:4), 6:1.
- Едбергу је то била једина титула те сезоне и последња (41-а) у каријери.

### Парови
Стефан Едберг /  Магнус Ларсон су победили  Андреја Ољховског /  Јана Симеринка са 7:6, 6:2.
- Едбергу је то била једина титула те сезоне и 17-та (од 18) у каријери.
- Ларсону је то била једина титула те сезоне и четврта (од шест) у каријери.